# تريازول
التريازول (Htrz) يشير إلى أي مركب حلقي غير متجانس  مع الصيغة الجزيئية C2H3N3,
وجود حلقة خماسية من ذرتي كربون وثلاث ذرات نيتروجين. هناك مجموعتين من ايزومير ات التي تختلف في المواقع النسبية لذرات النيتروجين الثلاثة. كل من هذين الاثنين صنو يختلفان في النيتروجين له هيدروجين مرتبط به:
- 3،2،1-تريازول[2]

1H-1,2,3-Triazole
2H-1,2,3-Triazole

- 4،2،1-تريازول

1H-1,2,4-Triazole
4H-1,2,4-Triazole

تم نشر بحث لتقييم عدد من مبيدات مجموعة التريازول في مقاومة مرض العفن الأبيض في الثوم وكذلك التاثير على محصوله تحت ظروف الصوبة والحقل وقد أظهرت المبيدات المختبرة نجاحا في مقاومة مرض العفن الأبيض في الثوم وزيادة محصوله في الصوبة والحقل مما يبشر بإمكانية مقاومة هذا المرض الخطير والسيطرة عليه خاصة في غياب المبيدات الموصى بها لهذا المرض .

## المشتقات
وتشمل الترايازول العقاقير المضادة للفطرياتات فلوكونازول، ايزافوكونازول، يتراكونازولvoriconazole، pramiconazole، ravuconazole، و بوساكونازول.
الترايازول وقاية النبات فطريات تشمل epoxiconazole، triadimenol، بروبيكونازول، prothioconazole، metconazole، سيبروكونازول، تيبوكونازول، flusilazole و باكلوبوترازول.
Benzotriazole يستخدم في التصوير الفوتوغرافي الكيميائى وذلك رادع وضباب في بين القامع.
تم اصطناع بعض مركبات الآزو الجديدة انطلاقاً من 3-أمينو-5-مركبتو-4،2،1- تريازول :
- 4،2-ثنائي هيدروكسي-6-ميتيل-5-[3-(5-تيول-4،2،1-ثلاثي آزوليل)]-آزو-البيريميدين(IIIa) .
- 4- هيدروكسي-2-تيول-6-ميتيل-5-[3-(5-تيول-4،2،1-ثلاثي آزوليل)]- آزو- البيريميدين (IIIb).
- 3-مركبتو-5-[3-(5-تيول-4،2،1-ثلاثي آزوليل)]-آزو-4،2،1-تريازول (IIIc).

## الأهمية في الزراعة
بسبب انتشار مقاومة مسببات الأمراض النباتية تجاه المبيدات الفطرية فئة strobilurin، التحكم في الفطريات مثل  تبقع اوراق الحنطة  أو  مغزلاوية النجيليات

## اقرأ أيضاً
- تترازول
- بنتازول

## وصلات خارجية
- Synthesis of 1,2,3-triazoles (overview of recent methods)